# 健康プラザとしま
健康プラザとしま（けんこうプラザとしま）は、東京都豊島区上池袋にある複合区民施設。1999年開業。高齢者在宅サービスセンターである「上池袋豊寿園」豊島区民の健康診断・各種検査を行う「豊島健康診査センター」、会議室や和室などがある地域コミュニティセンターである「上池袋コミュニティセンター」そして、スポーツセンターである「池袋スポーツセンター」などからなる施設である。

## 概要
元々当地には池袋マンモスプールがあった。当プールは1993年に閉鎖され、跡地には豊島清掃工場と当健康プラザとしまが建てられた。当施設は清掃工場の還元施設として清掃工場の余熱を利用した施設となっている。 余熱は施設の冷暖房、給湯、スポーツセンターの温水プールに利用されている。

## 各施設
参照
- 1階…エントランス、喫茶店
- 2階…上池袋豊寿園(要介護認定を受けている人たちの通所介護サービス)
- 3・4階…豊島清掃工場会議室・事務室
- 5・6・7階…豊島健康診査センター
- 7階…上池袋コミュニティセンター
- 8階…池袋スポーツセンター・武道場(全体で約370㎡)
- 9階…池袋スポーツセンター受付・更衣室
- 10階…池袋スポーツセンター・スタジオ・トレーニングルーム
- 11階…池袋スポーツセンター・温水プール(25m)

### 池袋スポーツセンター
池袋スポーツセンターは、当施設の8階から11階までにあるスポーツセンターで豊島区としては5つ目の地域体育館である。今までの地域体育館は専門的な指導者を配置していないなどの問題もあった。これらの問題を克服すべく 当施設内の豊島健康診査センターとの連携や厚生労働省が定めた指定運動療法施設に認定されるように民間のスポーツクラブに運営を委託しているのも特徴である。また、スタッフには公的な資格を持ったものも多い。これは、豊島区内の他の体育館とは違った特徴である。その為、健康維持・増進を目的としたプログラム・教室も多く開催されている。また、最上階からは富士山や新宿新都心のビル群も眺められる。 また豊島区在住の高齢者や障がい者などは、申請により利用料が減免される。

## 交通アクセス
- 各線池袋駅より徒歩8分
- 池袋駅よりバス(国際興業バス 池07系統)「健康プラザとしま」下車